# Естремадура
Естремадура (Extremadura) е автономна област в Испания и има две големи провинции: Касерес (Cáceres) и Бадахос (Badajoz). Разположена е между областите Андалусия на юг, Кастилия Ла Манча на изток, Кастилия и Леон на север и Португалия на запад.
Естремадура е най-бедният и регион на Испания. Столицата на Естремадура е Мерида, а най-големият град – Бадахос.

## История
Територията на днешна Естремадура е била част от римската провинция Лузитания. Името ѝ идва от латинските думи „най-отдалечена и трудна“ (граница). След нахлуването на маврите на Иберийския полуостров става част от Кордовския халифат до 1230, когато е освободен от войските на Алфонсо X Леонски.
Трудният живот в Естремадура още от древността е карал местните младежи да си търсят късмета навън. Някои от най-известните испански конкистадори произлизат оттук. Ернан Кортес, Франсиско Писаро, Ернандо де Сото, Франсиско де Ореляна са само малка част от тях, а много градове в Новия свят носят имената на родните им населени места – Меделин в Колумбия, Албакърки в Ню Мексико (САЩ), Мерида в Мексико и Венецуела и други.

## География
Най-високата точка на областта е в северната част – връх Калвитеро (2401), част от Кастилската планина. През Естремадура текат две големи реки, Тахо и Гуадиана.
Климатът е средиземноморски с горещи и сухи лета и меки зими, повлияни от близостта на атлантическото крайбрежие на Португалия.

## Информация
1. ↑  www.ine.es